# Cáseda
Cáseda è un comune spagnolo di 1 053 abitanti situato nella comunità autonoma della Navarra.
Qua nacque l'architetto Francisco Javier Sáenz de Oiza.